# La Bazoche-Gouet
La Bazoche-Gouet é uma comuna francesa na região administrativa do Centro, no departamento Eure-et-Loir. Estende-se por uma área de 37,68 km². Em 2010 a comuna tinha 1 240 habitantes (densidade: 32,9 hab./km²).